# Jost Hausmann
Jost Hausmann (* 1953) ist ein deutscher Archivar und Rechtshistoriker.
Hausmann studierte Rechtswissenschaft an der Universität Göttingen und wurde 1987 bei Wolfgang Sellert promoviert. Er arbeitete bis zum Eintritt in den Ruhestand 2018 als Oberarchivrat am Landeshauptarchiv Koblenz. Seine Spezialgebiete sind das Archivrecht und Arbeiten zum Reichskammergericht. Er ist Mitglied der Vereinigung für Verfassungsgeschichte.

## Schriften (Auswahl)
- Archivrecht. Ein Leitfaden. Verlag für Standesamtswesen, Frankfurt am Main u. a. 2016, ISBN 978-3-8019-0601-6.
- als Bearbeiter: Repertorien des Hessischen Staatsarchivs Marburg. Bestand 255: Reichskammergericht. Hessisches Staatsarchiv, Marburg 2010, ISBN 978-3-88964-203-5.
- als Herausgeber: Inventar der pfälzischen Reichskammergerichtsakten. 5 Bände. Verlag der Landesarchivverwaltung Rheinland-Pfalz, Koblenz 2009, ISBN 978-3-931014-82-7.
- als Herausgeber mit Thomas Krause: „Zur Erhaltung guter Ordnung“. Beiträge zur Geschichte von Recht und Justiz. Festschrift für Wolfgang Sellert zum 65. Geburtstag. Böhlau, Köln u. a. 2000, ISBN 3-412-16500-X.
- als Herausgeber: Fern vom Kaiser. Städte und Stätten des Reichskammergerichts. Böhlau, Köln u. a. 1995, ISBN 3-412-07695-3.
- mit Dietmar Flach: 700 Jahre Stadtrecht für sechs kurtrierische Städte. 1291–1991. Bernkastel, Mayen, Montabaur, Saarburg, Welschbillig, Wittlich. Katalog zur Jubiläumsausstellung des Landeshauptarchivs Koblenz aus Anlass des Rheinland-Pfalz-Tages am 24. Mai 1991 in Montabaur. Landeshauptarchiv, Koblenz 1991, ISBN 3-922018-83-1.
- Die Kameralfreiheiten des Reichskammergerichtspersonals. Ein Beitrag zur Gesetzgebung und Rechtspraxis im Alten Reich (= Quellen und Forschungen zur höchsten Gerichtsbarkeit im Alten Reich. Bd. 20). Böhlau, Köln u. a. 1989, ISBN 3-412-10588-0 (Zugleich: Göttingen, Universität, Dissertation, 1987).